# Aroa González de la Concepción
Aroa González de la Concepción (L'Hospitalet de Llobregat, Barcelonès, 19 d'abril de 1979) és una jugadora de rugbi catalana, ja retirada.
Formada al Rugby Club l'Hospitalet, jugà en la posició de talonadora. Amb l'equip hospitalenc va guanyar tres Campionats d'Espanya (1997, 1998, 2002). Posteriorment, va fitxar pel Club Esportiu INEF Barcelona, aconseguint sis campionats més entre 2005 i 2016. Internacional amb la selecció espanyola en setanta-quatre ocasions, arribà a ser-ne la capitana i és la jugadora de rugbi amb més partits disputats. Amb la selecció nacional guanyà quatre Campionats d'Europa (2003, 2010, 2013, 2016), així com participà a quatre Campionats del Món de rugbi (2002, 2006, 2014, 2017) i en diferents edicions del Torneig de les Sis Nacions femení. Després de la seva retirada de la competició l'any 2017. s'encarregà de la formació tècnica de la selecció catalana de rugbi i de la secció de rugbi femenina del FC Barcelona, aconseguint tres ascensos de forma consecutiva i debutant a la Lliga Iberdrola la temporada 2023-24. A nivell estatal, és entrenadora de la selecció espanyola de rugbi sub-23.
Entre d'altres reconeixements, fou premiada per la seva trajectòria professional a la Nit del Rugby Català.

## Palmarès
Clubs
- 9 Campionats d'Espanya de rugbi femení
  - 1996-97, 1997-98, 2001-02, 2008-09, 2009-10, 2010-11, 2011-12, 2012-13, 2015-16
- 10 Campionats de Catalunya de rugbi femení
  - 1998-99, 1999-00, 2000-01, 2001-02, 2008-09, 2009-10, 2010-11, 2011-12, 2014-15, 2015-16

Selecció espanyola
- 4 medalles d'or al Campionats d'Europa de rugbi femení: 2003, 2010, 2013, 2016
- 2 medalles d'argent al Campionats d'Europa de rugbi femení: 2001, 2011
- 3 medalles de bronze als Campionats d'Europa de rugbi femení: 1997, 2007, 2009